# بی‌ام‌پی

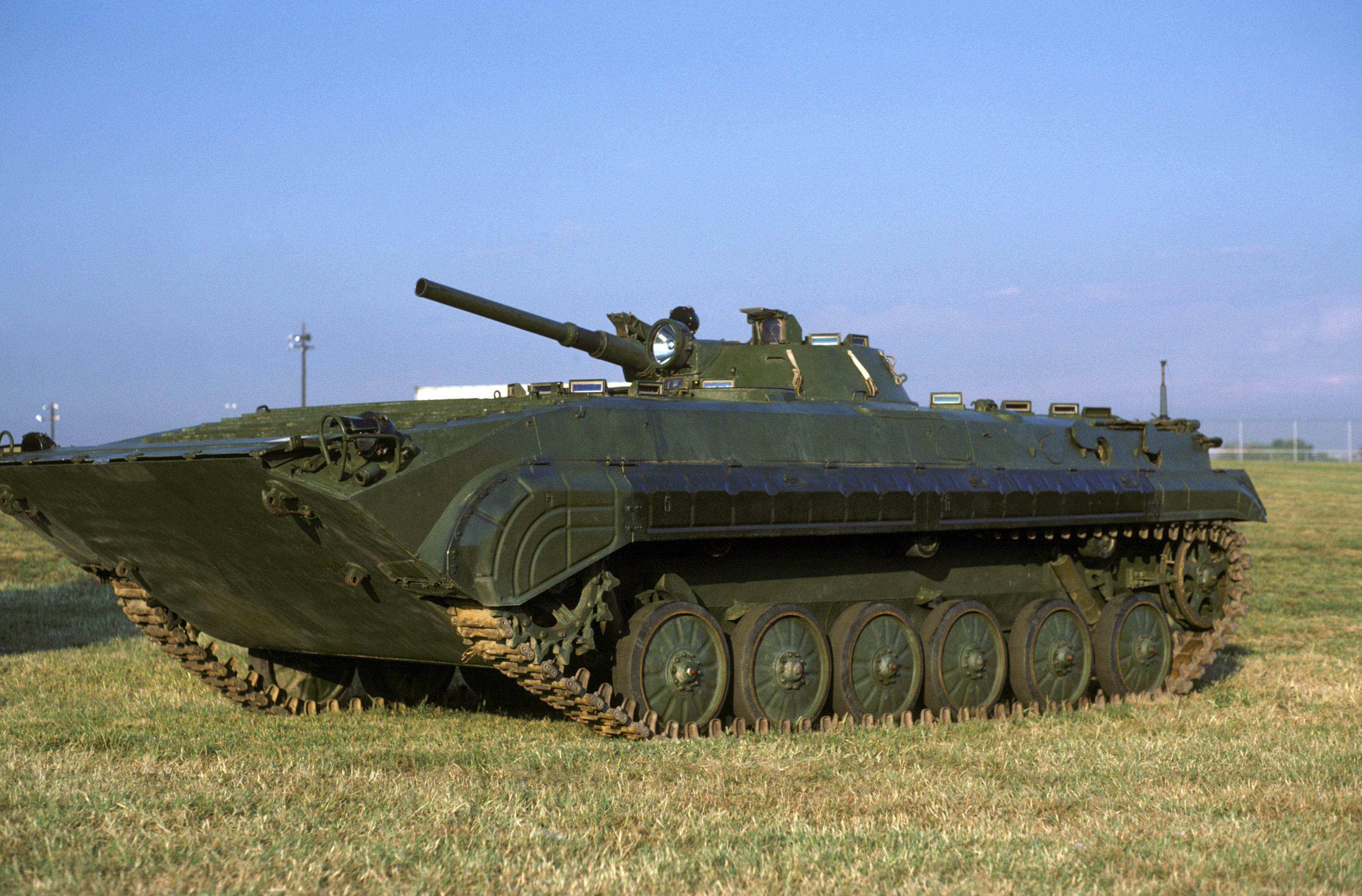
بی‌ام‌پی۱

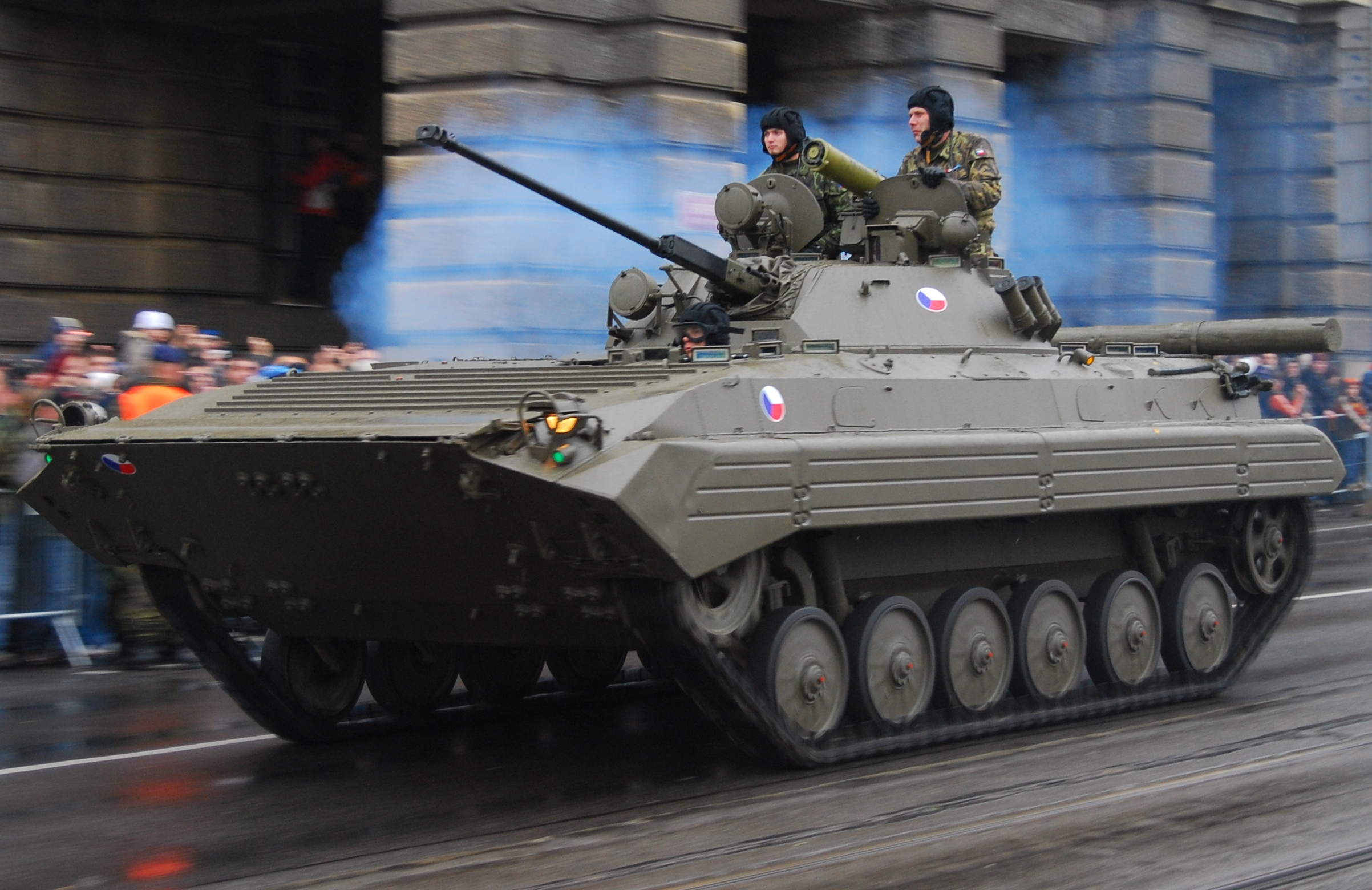
بی‌ام‌پی۲

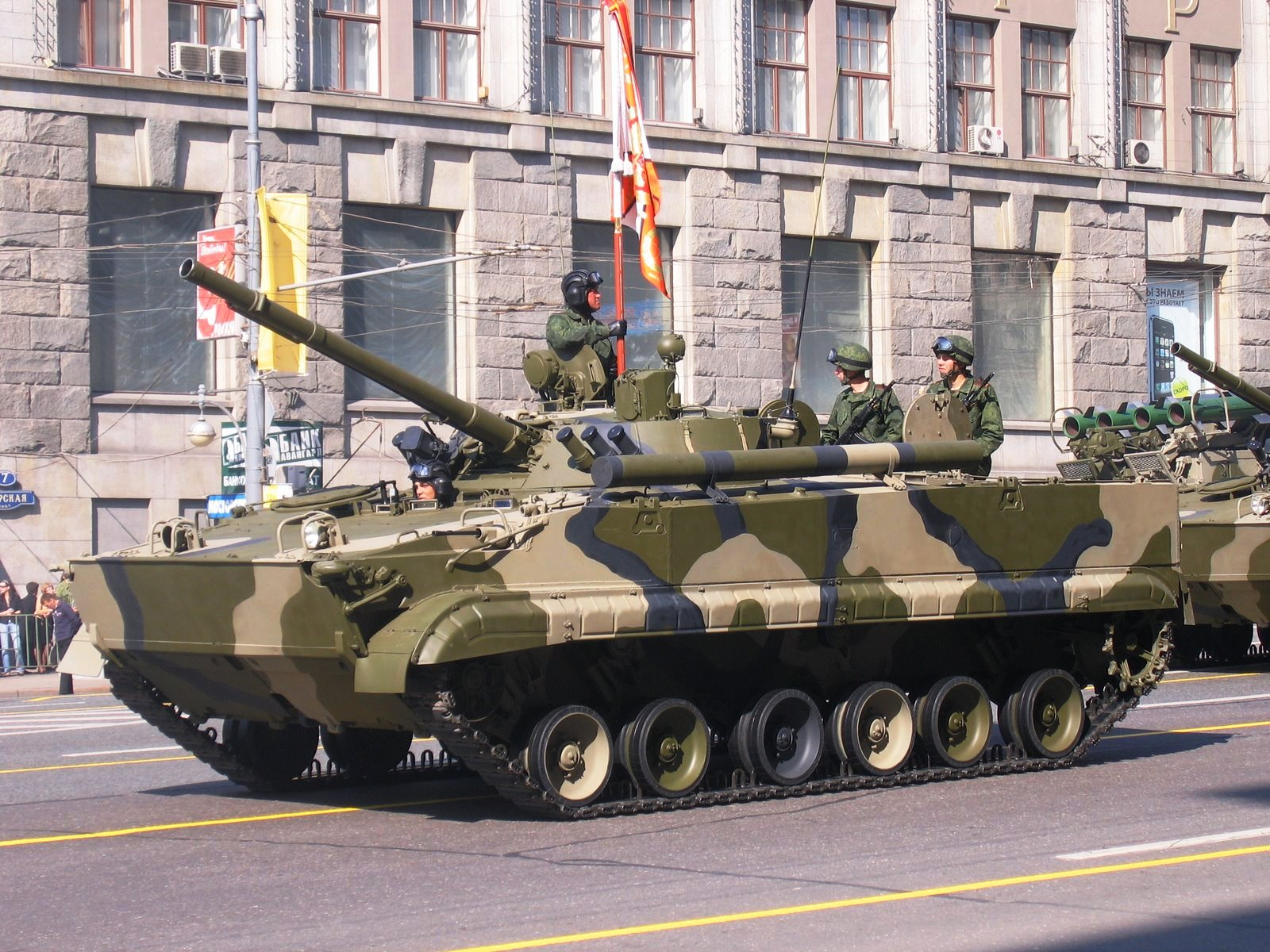
بی‌ام‌پی۳ از مسلح‌شده ترین انواع خودرو جنگی پیاده نظام

بی‌ام‌پی مجموعه‌ای از خودروهای جنگی پیاده‌نظام است که نخستین بار در دهه ۱۹۶۰ در شوروی طراحی شد. تولید اولین مدل بی‌ام‌پی در سال ۱۹۶۶ آغاز و در سال ۱۹۶۷ در رژه نیروهای مسلح اتحاد جماهیر شوروی به دنیا معرفی شد. این خودرو در زمان خود یک طرح انقلابی محسوب می‌شد که ویژگی‌ها و قابلیت‌های یک نفربر زرهپوش و یک تانک سبک را در خود جمع کرده بود. بی‌ام‌پی-۱ چهره نبردهای پیاده نظام را برای همیشه تغییر داده و باعث به وجود آمدن تغییرات زیادی در بحث تاکتیکهای جنگی پیاده نظام و طراحی نفربرها در کل جهان شد.
بی‌ام‌پی (БМП) مخفف واژه روسی بویوایا ماشینا پخوتی (Боевая Машина Пехоты) به معنی خودرو جنگی پیاده‌نظام است. بی ام‌پی هرچند یک نفربر زره‌پوش محسوب می‌شد اما دارای ویژگی‌هایی بود که آن را از سایر هم خانواده‌های خود متمایز می‌کرد. تا پیش از آن نفربرها تنها وظیفه داشتند تا از سربازان در برابر گلوله و ترکش‌ها در میدان نبرد حفاظت کرده و آنان را به سرعت به خظ مقدم نبرد منتقل کنند. این نفربرها عمدتاً به مسلسل‌های سنگین مجهز بوده و سلاح دیگری را برای درگیری با نفرات دشمن در اختیار نداشتند. اما بی‌ام‌پی علاوه برداشتن ویژگی‌های یک نفربر و قابلیت حمل هشت سرباز به یک برجک با یک توپ ۷۳ میلی‌متری و یک پرتاب‌گر موشک ضد تانک هدایت شونده مالیوتکا مسلح بود. زره بی‌ام‌پی که در قسمت جلو شیب بسیار تندی دارد محافظت کامل در مقابل گلوله‌های ۱۲٫۷ م‌م از جلو و محافظت نسبی در مقابل گلوله‌های ۲۰ م‌م داشت. ضمناً سربازان در این زره‌پوش محفظه‌هایی در اختیار داشتند که به آن‌ها اجازه می‌داد بدون پیاده شدن از نفربر خود سلاح‌های خود را مسلح کرده و از داخل خودرو با نفرات دشمن درگیر شوند. همچنین این زره‌پوش به سامانه تصفیه کامل شیمیایی، میکروبی و هسته‌ای هم مجهز بود.
بی‌ام‌پی-۲ اولین مدل بی ام‌پی بود که به‌طور عمده ارتقا یافته بود. طراحی این خودرو با توجه به تجربیات جنگی به دست آمده در جنگ یوم کیپور ۱۹۷۳ اعراب و اسرائیل و همچنین شرایط جنگ افغانستان صورت گرفت. این خودرو که تولید آن از سال ۱۹۸۰ آغاز شد از همان بدنه بی ام‌پی-۱ استفاده می‌کرد. اما برجک جدید و متفاوتی برای آن طراحی شده بود. در این برجک توپ کم‌فشار بدون خان ۷۳ میلی‌متری بی‌ام‌پی-۱ با یک توپ اتوماتیک ۳۰ میلی‌متری جایگزین شده بود. موشک مالیوتکا یا ای‌تی-۳ سگر هم با موشک ضد تانک ای‌تی-۴ فاگوت یا ای‌تی-۵ کنکورس جایگزین شده بود.